# پینینفارینا باتیستا
پینینفارینا باتیستا (به ایتالیایی: Pininfarina Battista) یک خودروی اسپورت برقی است که توسط اتومبیلی پینینفارینا ساخته شده که دفتر مرکزی آن در مونیخ، آلمان قرار دارد و ریشه در شرکت سازنده و طراحی خودروی ایتالیایی پینینفارینا دارد. نام باتیستا ادای احترامی به باتیستا پینینفارینا بنیانگذار پینینفارینا است. این سریع‌ترین خودروی شتاب‌دهنده جهان با شتاب ۶۰ مایل در ساعت، ۱/۴ و ۱/۲ مایل برابر است. این خودرو در نمایشگاه خودروی ژنو ۲۰۱۹ به‌طور عمومی رونمایی شد. این اولین خودروی برند پینینفارینا است.

## مشخصات و امکانات

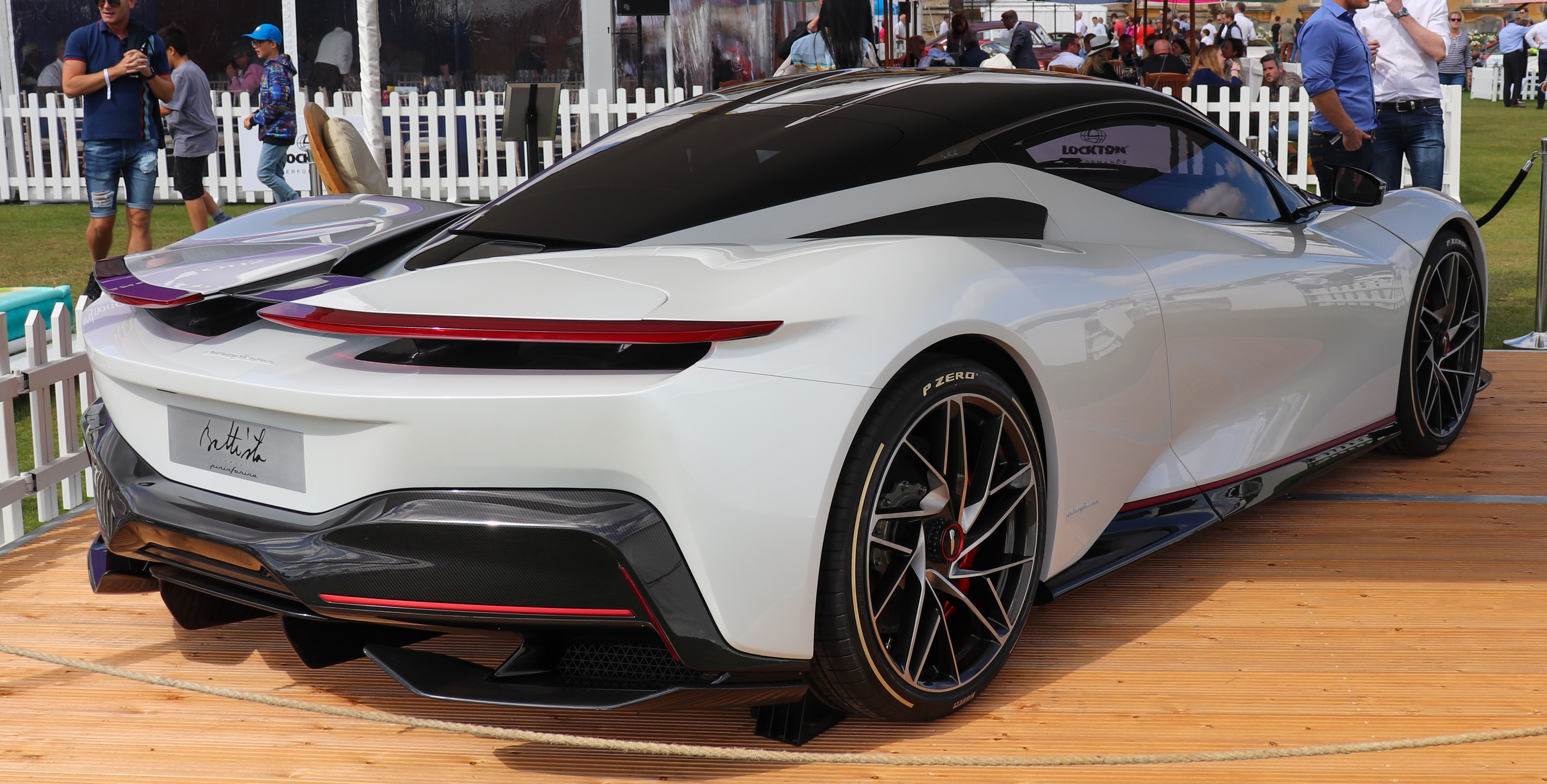
نمای پشت

باتیستا توسط یک بسته باتری ۱۲۰ کیلووات ساعتی تأمین شده توسط ریماک تأمین می‌شود. این خودرو دارای چهار موتور مجزا است که هر کدام روی یک چرخ قرار می‌گیرند و قدرت خروجی ترکیبی آنها ۱۴۰۰ کیلووات و گشتاور ۲٬۳۰۰ نیوتن متر است.
این خودرو دارای شاسی مونوکوک فیبر کربن با ساختارهای تصادفی آلومینیومی در جلو و عقب است. بیشتر پانل‌های بدنه نیز از همان مواد ساخته شده‌اند که در نتیجه جرم کمی دارند. این خودرو دارای رینگ‌های ۵۳۳٫۴ میلی‌متری در لاستیک‌های پیرلی P Zero Corsa است.
سامانه تعلیق قابل تنظیم خودرو برای حداکثر راحتی جاده تنظیم می‌شود. این خودرو دارای پنج حالت رانندگی است که همگی قدرت تولید شده توسط پیشرانه را تغییر می‌دهند. این خودرو دارای دیسک‌های ترمز سرامیکی کربنی با ابعاد ۳۹۰ میلی‌متر در جلو و عقب و مجهز به کالیپرهای شش پیستونی در جلو و عقب است. بال عقب فعال به‌عنوان یک ترمز هوا برای بهبود قدرت توقف عمل می‌کند.
فضای داخلی خودرو با توجه به مشخصات مشتری قابل تنظیم است. یک فرمان فیبر کربنی توسط دو صفحه نمایش بزرگ در طرفین قرار دارد که اطلاعات حیاتی را به راننده نشان می‌دهد. داخلی با چرم روکش شده است. این خودرو توسط سازنده ادعا می‌شود که صدای رانندگی در کابین را با استفاده از آکوستیک تولید می‌کند.
بسته باتری T شکل است و به گونه‌ای قرار می‌گیرد که در تونل مرکزی و پشت صندلی‌ها قرار می‌گیرد. پس از شارژ کامل، بسته باتری این امکان را برای خودرو فراهم می‌کند که مسافت ۴۵۰ کیلومتری را داشته باشد.

## کارایی
شتاب ۰–۱۰۰ کیلومتر بر ساعت (۰–۶۲ مایل بر ساعت) باتیستا در ۱٫۸۹ ثانیه، ۰–۳۰۰ کیلومتر بر ساعت (۰–۱۸۶ مایل بر ساعت) در ۱۰٫۴۹ ثانیه و حداکثر سرعت ۳۵۸٫۰۳ کیلومتر بر ساعت (۲۲۲٫۴۷ مایل بر ساعت) است. شتاب باتیستا از ۰–۶۰ مایل بر ساعت (۰–۹۷ کیلومتر بر ساعت) در ۱٫۷۹ ثانیه است.

## تولید
تولید باتیستا در سال ۲۰۲۲ با محدودیت ۱۵۰ دستگاه آغاز شد. این واحدها به‌طور برابر بین خریداران احتمالی از آمریکای شمالی، اروپا، آسیا و خاورمیانه تخصیص خواهند یافت. هر خودرو به‌صورت دستی در تأسیسات اختصاصی پینینفارینا واقع در کامبیانو، ایتالیا ساخته شده است. ۴۰ درصد از تولید این خودرو قبل از معرفی خودرو رزرو شده بود.
در ژوئن ۲۰۱۹، اتومبیل پینینفارینا از نسخهٔ اصلاح‌شدهٔ خودروی اسپورت باتیستا در تورین ایتالیا رونمایی کرد. عناصر طراحی جدید با پیشرفت مدل از طریق برنامه توسعه خود به سمت مراحل شبیه‌سازی، تونل باد و درایو توسعه می‌آیند. تغییرات ایجاد شده در طراحی شامل قسمت جلویی تهاجمی‌تر و آینه‌های بال اصلاح‌شده با ساقه‌هایی شبیه به لافراری است.

### باتیستا انیورساریو

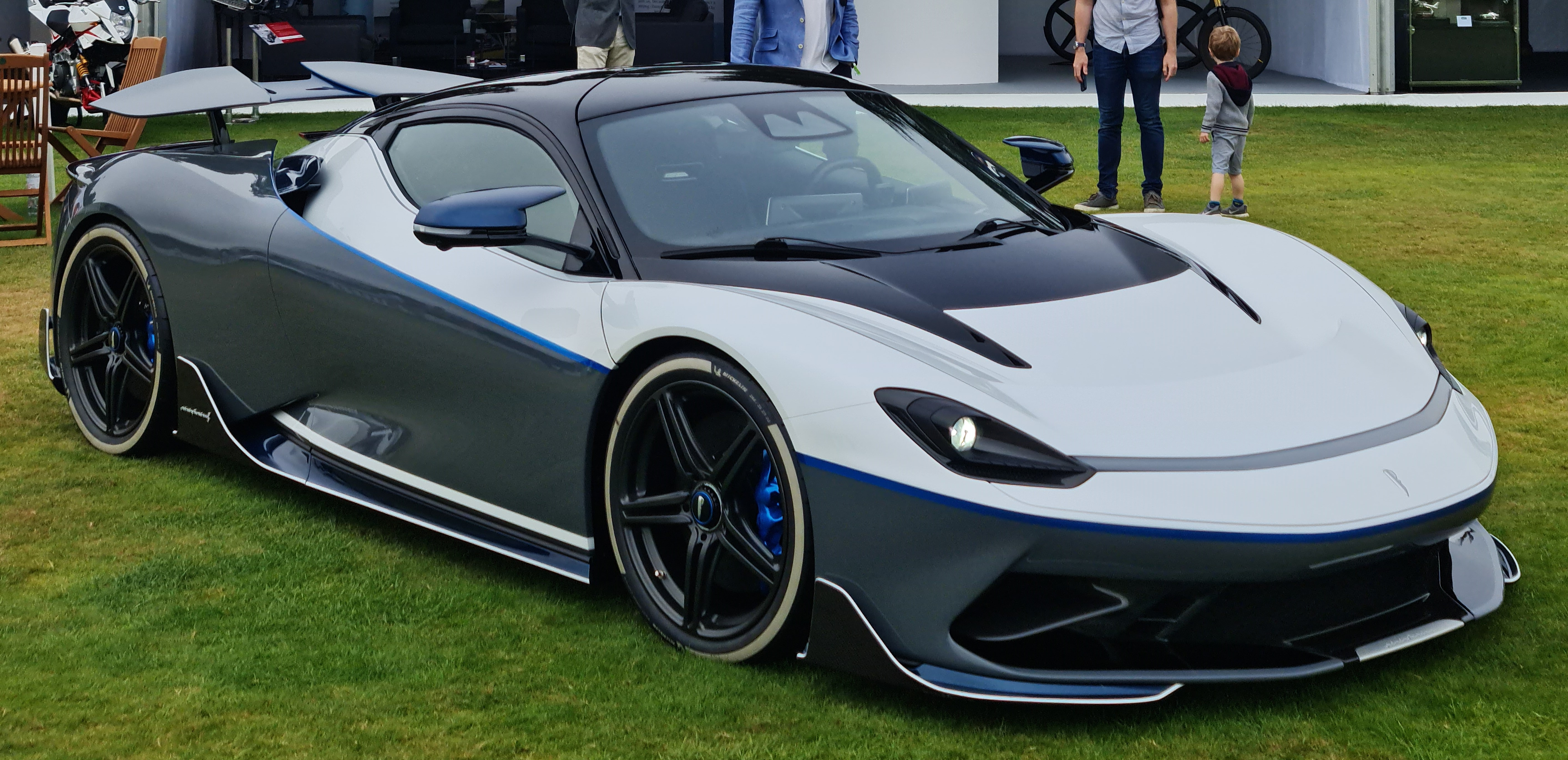
باتیستا انیورساریو

در ۲۲ مهٔ ۲۰۲۰، اتومبیل پینینفارینا از نسخه ویژه باتیستا به نام انیورساریو (به ایتالیایی: Anniversario؛ به معنای سالگرد) رونمایی کرد. هر باتیستا انیورساریو با دست در کامبیانو نقاشی شده است. ماشین قبل از اینکه رنگ نهایی خود را به‌دست‌آورد باید سه بار از هم جدا و دوباره سرهم شود. طرح رنگی ادای احترام به محیط پیمونت است، جایی‌که باتیستا «پینین» فارینا در آن کار و زندگی می‌کرد: بیانکو ستریر، گریجیو آنتونلیانو، و رنگ امضای پینینفارینا، Iconica Blu. برای همراهی با طرح رنگ جدید، اتومبیلی پینینفارینا طراحی چرخ جدیدی ایجاد کرد: Impulso. این چرخ‌های آلومینیومی فورج شده با قفل مرکزی به لطف کاهش ۱۰ کیلوگرمی وزن در مقایسه با چرخ‌های باتیستا، نه تنها از نظر زیبایی، بلکه در عملکرد خودرو نیز ارتقا یافته‌اند. جفت عقب از ۲۰ اینچ به ۲۱ اینچ بزرگ شده است تا در هنگام رانندگی در محیط‌های با عملکرد بالا، کشش بیشتری داشته باشد.
باتیستا انیورساریو دارای مجموعه‌ای از پیشرفت‌های آیرودینامیکی در مجموعه‌ای به نام "بسته Furiosa" است که شامل موارد زیر است: یک تقسیم‌کننده فیبر کربنی جلو، تیغه‌های جانبی و یک دیفیوزر عقب که با هم کار می‌کنند تا نیروی رو به پایین و پایداری بهبود یافته را در سرعت‌های بالا در پیچ‌ها ایجاد کنند.